# Helichrysum stoechas
Helichrysum stoechas, la perpetua o siempreviva, entre otros muchos nombres vernaculares frecuentemente compartidos con otras especies, es una planta de la familia de las asteráceas.

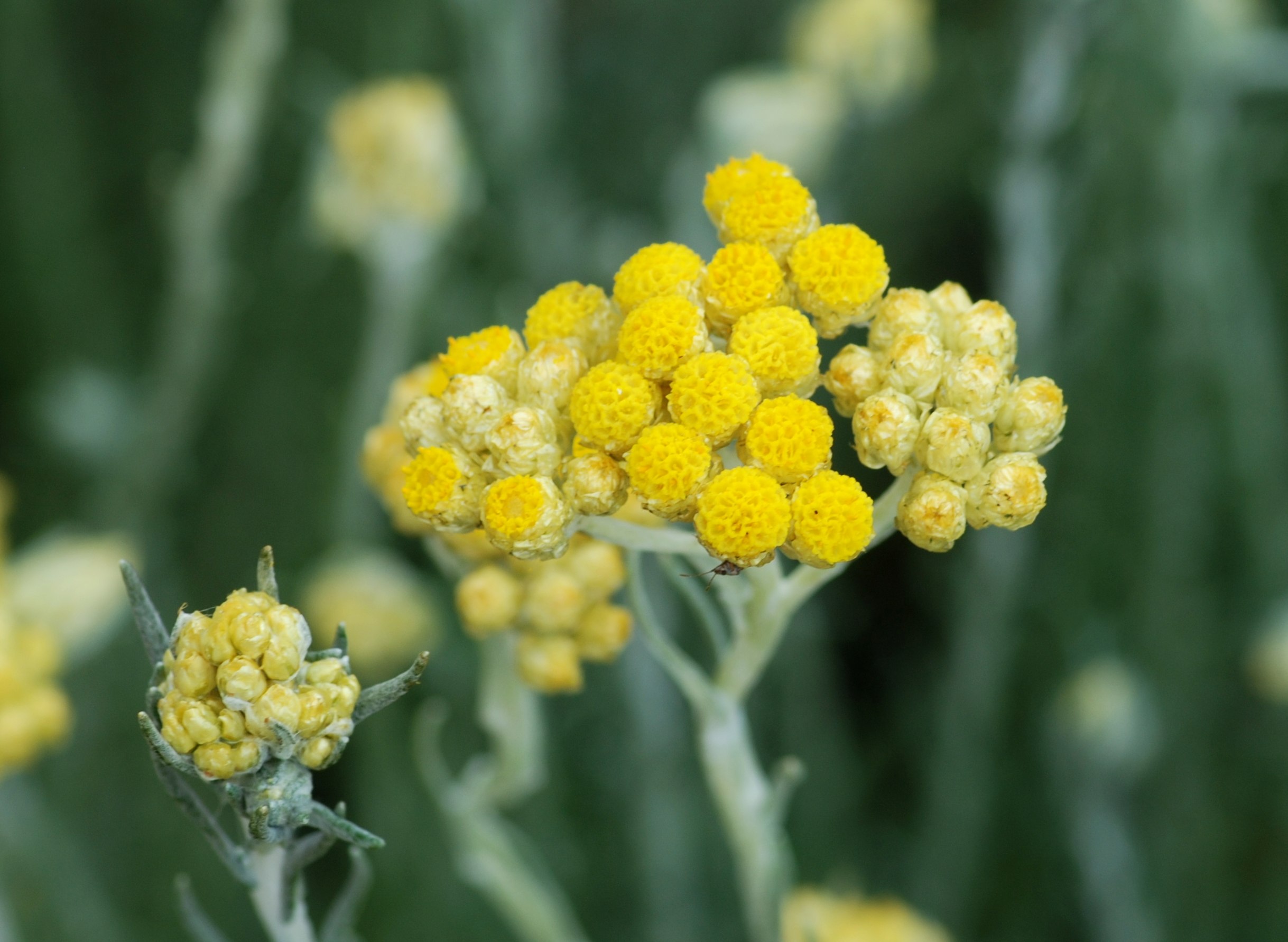
Flores

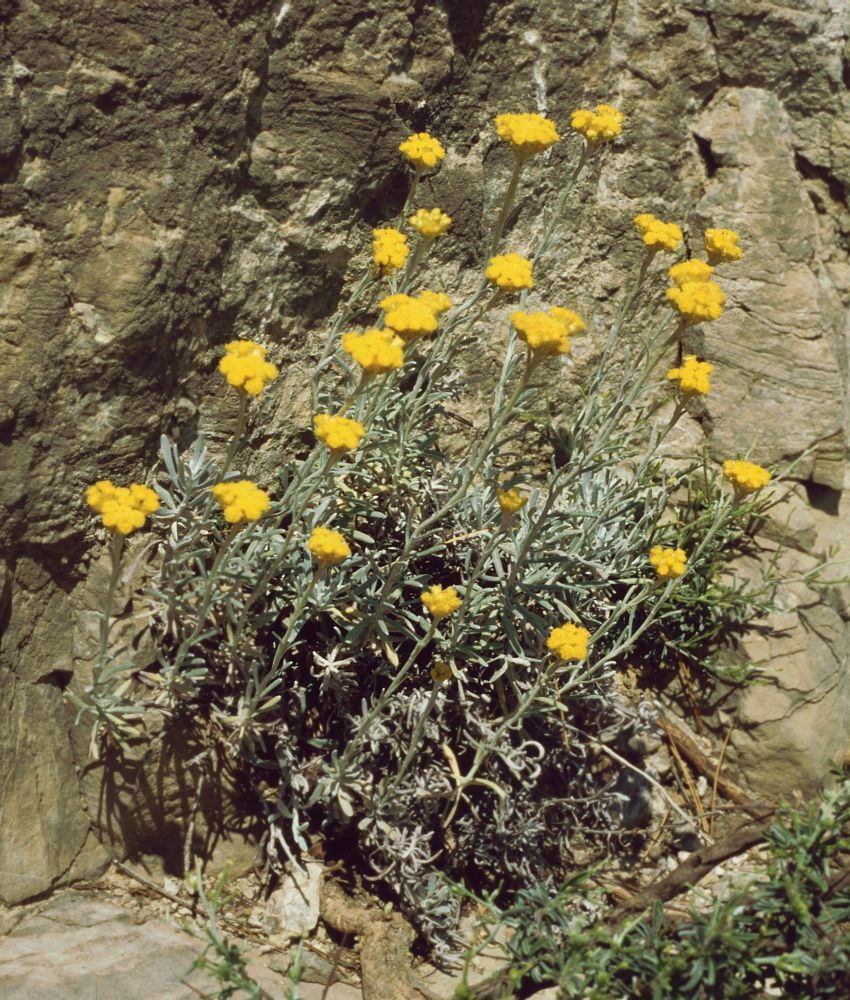
En su hábitat

## Descripción
Es una pequeña planta herbácea, aunque a veces de base leñosa, con los tallos erguidos creando una forma arbolada que llega a los 70 cm de altura. Tiene las hojas vellosas, estrechas, lineares, con el borde enrollado, de color grisáceo, tomentosas, y al ser frotadas despiden un fuerte olor a la vez que pierden los pelillos. Los capítulos, globosos, con flores de 3-4 mm de largo, flosculosas hermafroditas en el centro y femeninas filiformes en la periferia del receptáculo plano desnudo de páleas, todas amarillas, están reunidos en grupos en el extremo de los tallos. El involucro está formado por 3-4 filas de brácteas laxamente imbricadas, glabras, escariosas, amarillo-citrinas o ligeramente teñidas de anaranjado; las externas ovadas y las internas oblongo-espatuladas, todas abierto-patentes en la post-antesis. Los frutos son cipselas de cuerpo inframilimétrico, papilosas, pardas, con vilano caedizo de una fila de 12-20 pelos escabridos de 3-35 mm de largo y con placa apical conservando su nectario central.

## Distribución y hábitat
Circum-mediterránea. Arenales y terrenos secos, áridos y pedregosos, frecuentemente en hábitats próximos a zonas marítimas. Florece y fructifica de (febrero) abril a agosto.

## Usos
Las flores en infusión tienen propiedades febrífugas y pectorales. Cortada y seca se emplea en la composición de detalles florales.

## Taxonomía
Helichrysum stoechas fue descrita por (L.) Moench y publicado en Methodus Plantas Horti Botanici et Agri Marburgensis : a staminum situ describendi 575. 1794.
Etimología
Helichrysum: vocablo ya empleado por los antiguos Griegos (έλιχρνσος) y luego los Romanos (helichrŷsǒs, i), por ejemplo por Plinio el Viejo en su Historia naturalis (21, 65), para designar dicha planta; derivado de έλιξ, enrollar, y chrýsos, i del Griego antiguo χρνσός, oro;
stoechas: epíteto igualmente de origen grecolatino antiguo (στοιχάς), la lavanda, por el parecido de sus hojas estrechas y de bordes enrollados hacía el envés.
Citología
- 2n=28[5]

Taxones infraespecíficos
De las numerosas subespecies y variedades descritas, solo 2 están hoy día aceptadas:
- Helichrysum stoechas subsp. barrelieri (Ten.) Nyman
- Helichrysum stoechas subsp. stoechas[6]

Sinonimia
- Gnaphalium citrinum Lam.
- Gnaphalium stoechas L. - basiónimo
- Helichrysum siculum var. albidum Chiov.
- Helichrysum siculum var. caespitosum (Presl) Cavara
- Helichrysum stoechas var. stoechas[6]

## Nombres vernáculos
Amaranto (4), amaranto amarillo (5), amaranto con hojas de romero, andorgas, axea, boja (3), boja blanca (6), boja negra, boja ramblera, boja yesquera (3), cagailla de mirla, cardo heredero, copa real de España, elicriso, escoba limpia, flor de San Juan (2), flor del colmenero, flor perpetua, flores de San Juan, gallinácea, gallinaza, hagea blanca, hierba de la ciática, hierba tripera, humacielos (3), humera, inmortal (3), manzanilla (11), manzanilla alpina, manzanilla amarga, manzanilla basta (5), manzanilla bastarda (5), manzanilla borde, manzanilla borriquera (2), manzanilla bravía, manzanilla burrera, manzanilla de la reina (2), manzanilla de la sierra (2), manzanilla de lastra (2), manzanilla de montaña (3), manzanilla de monte (2), manzanilla de pastor (6), manzanilla del Moncayo, manzanilla del campo, manzanilla dulce, manzanilla fina (2), manzanilla mala, manzanilla montuna, manzanilla ordinaria, manzanilla real (7), manzanilla romana (2), manzanilla serrana, manzanilla silvestre (3), manzanilla yesquera (2), manzanillones, manzanillón (3), maranto, meaperros (8), pericones (2), perpetua (10), perpetua amarilla (6), perpetua de monte (4), perpetua silvestre (7), perpetuas, perpetuas amarillas (2), perpetuas de monte (2), perpetuas silvestres (3), perpetuas silvestres amarillas, piñerina, piñones, piñoninos, plateadilla, ruda, siempre viva, siempreflorida, siemprehuto, siempreviva (18), siempreviva amarilla (7), siempreviva de monte (7), siemprevivas (2), siemprevivas amarillas, siemprevivas de monte, tomilleja, tomillo, tomillo bastardo, tomillo blanco, tomillo churro (2), tomillo perruno, tomillo socarrinero, tomillo yesquero, yesca (3), yesquera..
Las cifras entre peréntesis indican la frecuencia registrada del vocablo en España.